# The Acolyte
The Acolyte, auch Star Wars: The Acolyte, ist eine US-amerikanische Fernsehserie von Leslye Headland, die innerhalb des Star-Wars-Universums von George Lucas spielt. Die Serie startete in den USA am 4. Juni 2024, in Deutschland am 5. Juni auf dem Streamingdienst Disney+. Zeitlich ist die Serie ca. 100 Jahre vor Star Wars: Episode I – Die dunkle Bedrohung (1999) angesiedelt.
Im Fokus stehen Amandla Stenberg in einer Doppelrolle als Mae Aniseya und der Akolythin Osha, Lee Jung-jae als Jedi-Meister Sol und Manny Jacinto als Qimir. 
Im August 2024 wurde die Serie aufgrund schlechter Quoten nach der ersten Staffel abgesetzt.

## Handlung
Im Mittelpunkt der Serie steht eine ehemalige Padawan, die mit ihrem Meister während der Ära der Hohen Republik eine Reihe Verbrechen untersucht, bei denen Jedi ermordet wurden. Die Mächte, mit denen sie dabei jedoch konfrontiert werden, erweisen sich als noch gewiefter und finsterer als zunächst angenommen.

## Einordnung in dasStar-Wars-Universum
Die Serie setzt zeitlich etwa 100 Jahre vor Die dunkle Bedrohung an, der ersten Episode der neun Star-Wars-Hauptfilme, und somit 132 Jahre vor der Handlung von Krieg der Sterne (1977). Die Folgen 3 und 7 sind Rückblicke auf 16 Jahre vor der Haupthandlung.
Zeitleiste der Filme und Serien im Star-Wars-Universum
| Die dunkle Bedrohung |                                   |                   |                                    |                   |                                   |                   |                         | I             |                                |               |                          |               |                          |                          |                          |                          |                          |                          |                          |                         |                         |                         |                         |                         |                         |                         |                         |                   |                   |                   |                         |                         |                         |                         |
| Angriff der Klonkrieger |                                   |                   |                                    |                   |                                   |                   |                         |               |                                | II            |                          |               |                          |                          |                          |                          |                          |                          |                          |                         |                         |                         |                         |                         |                         |                         |                         |                   |                   |                   |                         |                         |                         |                         |
| Die Rache der Sith |                                   |                   |                                    |                   |                                   |                   |                         |               |                                |               |                          | III           |                          |                          |                          |                          |                          |                          |                          |                         |                         |                         |                         |                         |                         |                         |                         |                   |                   |                   |                         |                         |                         |                         |
| Krieg der Sterne |                                   |                   |                                    |                   |                                   |                   |                         |               |                                |               |                          |               |                          |                          |                          |                          |                          |                          |                          |                         |                         | IV                      | IV                      |                         |                         |                         |                         |                   |                   |                   |                         |                         |                         |                         |
| Das Imperium schlägt zurück |                                   |                   |                                    |                   |                                   |                   |                         |               |                                |               |                          |               |                          |                          |                          |                          |                          |                          |                          |                         |                         |                         |                         |                         | V                       |                         |                         |                   |                   |                   |                         |                         |                         |                         |
| Die Rückkehr der Jedi-Ritter |                                   |                   |                                    |                   |                                   |                   |                         |               |                                |               |                          |               |                          |                          |                          |                          |                          |                          |                          |                         |                         |                         |                         |                         |                         | VI                      |                         |                   |                   |                   |                         |                         |                         |                         |
| Das Erwachen der Macht |                                   |                   |                                    |                   |                                   |                   |                         |               |                                |               |                          |               |                          |                          |                          |                          |                          |                          |                          |                         |                         |                         |                         |                         |                         |                         |                         |                   |                   |                   |                         | VII                     |                         |                         |
| Die letzten Jedi |                                   |                   |                                    |                   |                                   |                   |                         |               |                                |               |                          |               |                          |                          |                          |                          |                          |                          |                          |                         |                         |                         |                         |                         |                         |                         |                         |                   |                   |                   |                         |                         | VIII                    |                         |
| Der Aufstieg Skywalkers |                                   |                   |                                    |                   |                                   |                   |                         |               |                                |               |                          |               |                          |                          |                          |                          |                          |                          |                          |                         |                         |                         |                         |                         |                         |                         |                         |                   |                   |                   |                         |                         |                         | IX                      |
| Rogue One |                                   |                   |                                    |                   |                                   |                   |                         |               |                                |               |                          |               |                          |                          | a)                       |                          |                          |                          |                          |                         | R1                      |                         |                         |                         |                         |                         |                         |                   |                   |                   |                         |                         |                         |                         |
| Solo |                                   |                   |                                    |                   |                                   |                   |                         |               |                                |               |                          |               |                          |                          | a)                       |                          | S                        |                          |                          |                         |                         |                         |                         |                         |                         |                         |                         |                   |                   |                   |                         |                         |                         |                         |
| Die Abenteuer der jungen Jedi | YJA                               |                   |                                    |                   |                                   |                   |                         |               |                                |               |                          |               |                          |                          |                          |                          |                          |                          |                          |                         |                         |                         |                         |                         |                         |                         |                         |                   |                   |                   |                         |                         |                         |                         |
| The Clone Wars (+ Kinofilm) |                                   |                   |                                    |                   |                                   |                   |                         |               |                                | TCW           | TCW                      | TCW           |                          |                          |                          |                          |                          |                          |                          |                         |                         |                         |                         |                         |                         |                         |                         |                   |                   |                   |                         |                         |                         |                         |
| The Bad Batch |                                   |                   |                                    |                   |                                   |                   |                         |               |                                |               |                          | TBB           | TBB                      |                          |                          |                          |                          |                          |                          |                         |                         |                         |                         |                         |                         |                         |                         |                   |                   |                   |                         |                         |                         |                         |
| Rebels |                                   |                   |                                    |                   |                                   |                   |                         |               |                                |               |                          |               |                          |                          |                          |                          |                          |                          |                          | Rebels                  | Rebels                  |                         |                         |                         |                         |                         | b)                      |                   |                   |                   |                         |                         |                         |                         |
| Resistance |                                   |                   |                                    |                   |                                   |                   |                         |               |                                |               |                          |               |                          |                          |                          |                          |                          |                          |                          |                         |                         |                         |                         |                         |                         |                         |                         |                   |                   |                   | Resistance              | Resistance              | Resistance              | Resistance              |
| The Acolyte |                                   |                   | c)                                 |                   | TA                                |                   |                         |               |                                |               |                          |               |                          |                          |                          |                          |                          |                          |                          |                         |                         |                         |                         |                         |                         |                         |                         |                   |                   |                   |                         |                         |                         |                         |
| Obi-Wan-Kenobi |                                   |                   |                                    |                   |                                   |                   |                         |               |                                |               |                          |               |                          |                          |                          |                          |                          | K                        |                          |                         |                         |                         |                         |                         |                         |                         |                         |                   |                   |                   |                         |                         |                         |                         |
| Andor |                                   |                   |                                    |                   |                                   |                   |                         |               |                                |               |                          |               |                          |                          |                          |                          |                          |                          |                          | Andor                   | Andor                   |                         |                         |                         |                         |                         |                         |                   |                   |                   |                         |                         |                         |                         |
| The Mandalorian |                                   |                   |                                    |                   |                                   |                   |                         |               |                                |               |                          |               |                          |                          |                          |                          |                          |                          |                          |                         |                         |                         |                         |                         |                         |                         |                         |                   | M                 |                   |                         |                         |                         |                         |
| Das Buch von Boba Fett |                                   |                   |                                    |                   |                                   |                   |                         |               |                                |               |                          |               |                          |                          |                          |                          |                          |                          |                          |                         |                         |                         |                         |                         |                         | c)                      | c)                      |                   | BF                |                   |                         |                         |                         |                         |
| Ahsoka |                                   |                   |                                    |                   |                                   |                   |                         |               |                                |               |                          |               |                          |                          |                          |                          |                          |                          |                          |                         |                         |                         |                         |                         |                         |                         |                         |                   | A                 |                   |                         |                         |                         |                         |
| Skeleton Crew |                                   |                   |                                    |                   |                                   |                   |                         |               |                                |               |                          |               |                          |                          |                          |                          |                          |                          |                          |                         |                         |                         |                         |                         |                         |                         |                         |                   | SC                |                   |                         |                         |                         |                         |
| Ära | Die Hohe Republik                 | Die Hohe Republik | Die Hohe Republik                  | Die Hohe Republik | Die Hohe Republik                 | Die Hohe Republik | Fall der Jedi           | Fall der Jedi | Fall der Jedi                  | Fall der Jedi | Fall der Jedi            | Fall der Jedi | Herrschaft des Imperiums | Herrschaft des Imperiums | Herrschaft des Imperiums | Herrschaft des Imperiums | Herrschaft des Imperiums | Herrschaft des Imperiums | Herrschaft des Imperiums | Zeitalter der Rebellion | Zeitalter der Rebellion | Zeitalter der Rebellion | Zeitalter der Rebellion | Zeitalter der Rebellion | Zeitalter der Rebellion | Zeitalter der Rebellion | Zeitalter der Rebellion | Die Neue Republik | Die Neue Republik | Die Neue Republik | Aufstieg der 1. Ordnung | Aufstieg der 1. Ordnung | Aufstieg der 1. Ordnung | Aufstieg der 1. Ordnung |
| \| \| Prequel-Trilogie (Episoden I–III) \| \| Original-Trilogie (Episoden IV–VI) \| \| Sequel-Trilogie (Episoden VII–IX) \| \| A-Star-Wars-Story-Filme \| \| (kanonische) Animations-Serien \| \| (kanonische) Real-Serien \| |                                   |                   |                                    |                   |                                   |                   |                         |               |                                |               |                          |               |                          |                          |                          |                          |                          |                          |                          |                         |                         |                         |                         |                         |                         |                         |                         |                   |                   |                   |                         |                         |                         |                         |
| Die Folgen der Serien Die Mächte des Schicksals und Geschichten der Jedi spielen jeweils zu unterschiedlichen Zeitpunkten, sodass eine Auflistung in der Tabelle nicht sinnvoll möglich ist. Ebenfalls nicht aufgelistet sind Miniserien, Kurzgeschichten, Comics, Bücher und andere Begleitwerke des offiziellen Star-Wars-Kanons sowie der Themenpark Star Wars: Galaxy’s Edge (zwischen VIII und IX). Zur schematischen Einordnung der Handlungen wird die fiktive Zeitrechnung des Star-Wars-Universums verwendet. Diese unterscheidet zwischen den Jahren vor der Schlacht von Yavin (VSY) und nach der Schlacht von Yavin (NSY). Die Schlacht von Yavin IV bildet das Ende von Krieg der Sterne (1977), bei dem Luke Skywalker und die Rebellenallianz den ersten Todesstern zerstören. |                                   |                   |                                    |                   |                                   |                   |                         |               |                                |               |                          |               |                          |                          |                          |                          |                          |                          |                          |                         |                         |                         |                         |                         |                         |                         |                         |                   |                   |                   |                         |                         |                         |                         |
| a) Prolog, b) Epilog, c) Rückblenden |                                   |                   |                                    |                   |                                   |                   |                         |               |                                |               |                          |               |                          |                          |                          |                          |                          |                          |                          |                         |                         |                         |                         |                         |                         |                         |                         |                   |                   |                   |                         |                         |                         |                         |
| | Prequel-Trilogie (Episoden I–III) |                   | Original-Trilogie (Episoden IV–VI) |                   | Sequel-Trilogie (Episoden VII–IX) |                   | A-Star-Wars-Story-Filme |               | (kanonische) Animations-Serien |               | (kanonische) Real-Serien |               |                          |                          |                          |                          |                          |                          |                          |                         |                         |                         |                         |                         |                         |                         |                         |                   |                   |                   |                         |                         |                         |                         |

## Besetzung und Synchronisation
In den Hauptrollen sind Amandla Stenberg in ihrer Doppelrolle als die Zwillingsschwestern Mae und Osha Aniseya sowie der Südkoreaner Lee Jung-jae als Jedi-Meister Sol zu sehen, der für seine Rolle Englisch lernen musste und einen Dialogcoach zur Seite gestellt bekam. Weitere Darsteller umfassen Manny Jacinto als Qimir, dem Sith-Schüler von Darth Plagueis, Jodie Turner-Smith als Mutter Aniseya, Charlie Barnett als Yord Fandar, sowie Joonas Suotamo, welcher in drei Episoden der neun Star-Wars-Hauptfilme und dem Ableger Solo: A Star Wars Story (2018) den Wookie Chewbacca verkörperte, als Kelnacca. Die aus zahlreichen Romanen und Comics der Hohen Republik bekannte Vernestra Rwoh feiert hier ihr Live-Action-Debüt, gespielt wird sie von Rebecca Henderson. Ebenso tritt der später in der Prequel-Trilogie präsente Jedi-Meister Ki-Adi-Mundi auf, wobei Derek Arnold hier die Rolle von Silas Carson übernahm.
Weitere bekannte Gesichter sind mitunter Dafne Keen, bekannt aus Logan – The Wolverine (2017), als Jecki Lon, Dean-Charles Chapman, welcher durch die HBO-Serie Game of Thrones bekannt wurde, als Torbin, sowie Carrie-Anne Moss, berühmt für ihre Rolle als Trinity in den Matrix-Filmen, als Jedi-Meisterin Indara, das erste Opfer des Jedi-Mörders.
Weitere Darsteller umfassen Margarita Levieva als Mutter Koril, Abigail Thorn als Ensign Eurus, Amy Tsang als Ensign Rane, Indra Ové als Meisterin Holden, Harry Trevaldwyn als Mog Adana und David Harewood als Senator Rayencourt.
In kurzen Cameo-Auftritten sind zudem Jedi-Großmeister Yoda sowie Qimirs zweiter Meister, der bisher im Kanon nur erwähnte Sith-Lord Darth Plagueis zu sehen. Letzterer wird in der Serie allein durch CGI dargestellt
Die deutschsprachige Synchronfassung entsteht bei Interopa Film in Berlin nach den Dialogbüchern von Laura Johae und unter der Dialogregie von Robin Kahnmeyer. Die Rolle des Ki-Adi-Mundi wurde hier mit Uve Teschner neubesetzt.
| Rollenname             | Schauspieler         | Porträt                    | Hauptrolle (Episoden)       | Nebenrolle (Episoden) | Gastrolle (Episoden) | Deutsche Synchronstimme |
| ---------------------- | -------------------- | -------------------------- | --------------------------- | --------------------- | -------------------- | ----------------------- |
| Sol                    | Lee Jung-jae         |                            | 1.01–1.08                   |                       |                      | Sven Gerhardt           |
| Mae-ho „Mae“ Aniseya   | Amandla Stenberg 1   |                            | 1.01–1.02, 1.04–1.06, 1.08  |                       |                      | Josephine Martz 2       |
| Verosha „Osha“ Aniseya | Amandla Stenberg 1   | 1.01–1.02, 1.04–1.06, 1.08 |                             |                       |                      | Josephine Martz 2       |
| Yord Fandar            | Charlie Barnett      |                            | 1.01–1.02, 1.04–1.06        |                       |                      | Amadeus Strobl          |
| Jecki Lon              | Dafne Keen           |                            | 1.01–1.02, 1.04–1.06        |                       |                      | Emilia Raschewski       |
| Vernestra Rwoh         | Rebecca Henderson    |                            | 1.01–1.02, 1.04, 1.06, 1.08 |                       |                      | Uschi Hugo              |
| Mutter Aniseya         | Jodie Turner-Smith   |                            | 1.01, 1.03, 1.07            |                       |                      | Rubina Nath             |
| Indara                 | Carrie-Anne Moss     |                            | 1.01, 1.03, 1.07            |                       |                      | Martina Treger          |
| Kelnacca               | Joonas Suotamo       |                            | 1.02–1.05, 1.07             |                       |                      | Originalton             |
| Torbin                 | Dean-Charles Chapman |                            | 1.02–1.03, 1.07             |                       |                      | Sebastian Fitzner       |
| Qimir / Der Fremde     | Manny Jacinto        |                            | 1.02, 1.04–1.06, 1.08       |                       | 1.01                 | Bastian Sierich         |
| Mutter Koril           | Margarita Levieva    |                            | 1.03, 1.07                  |                       |                      | Maria Koschny           |
| Mog Adana              | Harry Trevaldwyn     |                            | 1.06, 1.08                  |                       |                      | Marcel Mann             |
| Senator Rayencourt     | David Harewood       |                            | 1.08                        |                       |                      | Samuel Zekarias         |
| Tasi Lowa              | Thara Schöön         |                            |                             | 1.01                  |                      | Ilona Brokowski         |
| Ensign Eurus           | Abigail Thorn        |                            |                             | 1.03, 1.07            |                      | Julia Kaufmann          |
| Ki-Adi-Mundi           | Derek Arnold         |                            |                             | 1.04                  |                      | Uve Teschner            |
| Holden                 | Indra Ové            |                            |                             | 1.04                  |                      | Gundi Eberhard          |
| Senator Chuwant        | Dee Tails            |                            |                             | 1.06, 1.08            |                      | Elmar Gutmann           |
| Kanzler Drelik         | Tom Wilton           |                            |                             | 1.08                  |                      | Mirko Böttcher          |

## Produktion

### Hintergrund und Entwicklung

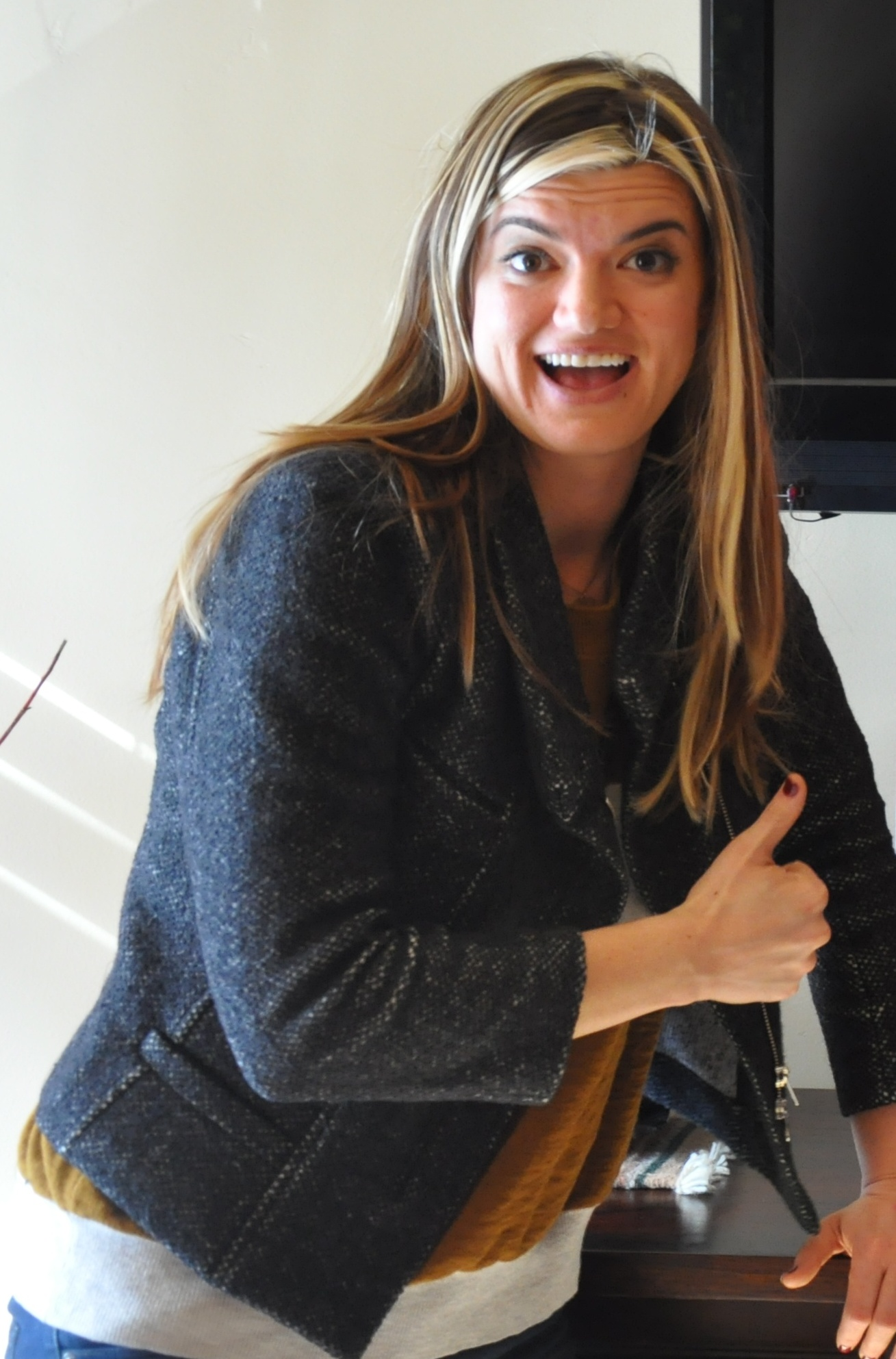
Showrunnerin Leslye Headland, (2012)

Bereits im April 2020 wurde bekannt, dass Leslye Headland eine Serie mit einer weiblichen Protagonistin im Fokus entwickeln soll; acht Monate später wurde mit The Acolyte der Titel enthüllt. Dieser bezieht sich auf den Orden der Sith, in welchem die Schüler diese Bezeichnung noch zu Beginn ihrer Ausbildung tragen.
Zum Autorenteam berief Headland nicht nur Kenner des Star-Wars-Universums, sondern auch Autoren, die noch Neulinge in diesem Bereich sind.
Als Inspiration für die Serie benannte sie neben den ursprünglichen Einflüssen wie Akira Kurosawa und Space Western auch Martial-Arts- sowie Wuxia-Filme, so unter anderem Das Schwert der gelben Tigerin (1966) und Ein Hauch von Zen (1971). Ebenso berichtete Headland, dass sie das Projekt stilistisch als eine Mischung aus Die Eiskönigin (2013) und den Kill-Bill-Filmen von Quentin Tarantino bezeichnen würde und dies auch in ihrem Pitch an das Studio als Orientierung angab. Weitere Inspiration bezog Headland vom Film Rashomon – Das Lustwäldchen (1950), in welchem Ereignisse aus verschiedenen Perspektiven betrachtet werden. In The Acolyte zeigt sich dies durch die Geschehnisse auf Brendok, die in der dritten Episode durch die Augen der Protagonistin Osha beleuchtet wurden. Ebenso sind die für Star Wars berühmten Lichtschwert-Kämpfe in der Serie teilweise in Anlehnung an alte Samurai- und Wuxia-Filme wie z. B. Tiger and Dragon (2000) choreographiert worden.
Ähnlich zu den anderen Star-Wars-Serien stellt auch The Acolyte mehrere Bezüge und Verknüpfungen mit vorangegangenen Werken her, so der neun Hauptfilme sowie kanonischen Comics und der Animationsserie Star Wars: The Clone Wars (2008–2014, 2020) und bedient sich zusätzlich mehrerer Elemente aus dem sogenannten Legends-Bereich des Star-Wars-Universums, der zahlreiche Bücher, Comics und teils gänzlich verworfene Konzepte vor der Disney-Übernahme der Marke beinhaltet.

### Dreharbeiten und Ausstattung
Die Dreharbeiten zu The Acolyte begannen am 30. Oktober 2022 in den Shinfield Studios in Großbritannien unter dem Arbeitstitel Paradox, die Kameraarbeit verantworteten Oscar-Preisträger James Friend sowie Chris Teague. Als Regisseure fungierten neben Headland selbst Kogonada, Alex Garcia Lopez und Hanelle M. Culpepper. Genutzt wird wie unter anderem die StageCraft-Technologie, welche schon in einigen Star-Wars-Medien zuvor zum Einsatz gekommen war, jedoch orientierte man sich eher an den Dreharbeiten zu Andor (seit 2022), und setzte primär auf echte Sets und Studiobauten. Laut Regisseurin Headland wurden in The Acolyte im Vergleich zu den anderen Star-Wars-Serien am meisten in realen praktischen Sets gedreht.
Aufnahmen vor Ort erfolgten ab Januar 2023 in Wales, darunter im Bannau-Brycheiniog-Nationalpark. Ab März 2023 wurde zudem auf Madeira gedreht, so in Caniçal und Ribeira da Janela. Am 6. Juni 2023 wurden die Dreharbeiten schließlich abgeschlossen.
Das Budget für die erste Staffel von The Acolyte betrug 180 Millionen US-Dollar.
Einen Monat nach der Absetzung gab Disney jedoch zu Protokoll, dass die Serie während der Post-Produktion über das eigentliche Budget hinaus gegangen sei und stattdessen 230 Millionen US-Dollar kostete.

### Musik
Die Musik zur Serie komponierte Michael Abels. Am 14. Juni 2024 erschien begleitend zur dritten Episode Schicksal die Single Power of Two von Victoria Monét, die das Lied in Kollaboration mit Abels produzierte; dieses wurde auch während des Abspanns der siebten Episode gespielt. Vereinzelt werden zusätzlich zu den neuen Musikthemen auch Motive aus den Star-Wars-Filmen von John Williams verwendet; so etwa das Musikthema von Kylo Ren aus der Sequel-Trilogie.

### Marketing
Erstes Material zur Serie wurde im April 2023 auf der Star Wars Celebration in London vorgestellt, wobei neben Leslye Headland auch mehrere der Darsteller anwesend waren. Ein erster offizieller Trailer wurde am 19. März 2024 veröffentlicht.
Im Rahmen der Wiederveröffentlichung von Star Wars: Episode I – Die dunkle Bedrohung (1999) in den Kinos zum 25. Jubiläum wurde eine kurze Vorschau auf die Serie gezeigt. Die Weltpremiere, auf der die ersten beiden Episoden gezeigt wurden, fand am 23. Mai 2024 im El Capitan Theatre in Los Angeles statt.
Hauptdarsteller Lee Jung-jae besuchte im Juni 2024 zudem das Festival de Télévision de Monte-Carlo in Monte-Carlo.

### Weiterführende Medien
Am  4. September 2024 erschien der One Shot mit dem Titel Star Wars: The Acolyte – Kelnacca von Cavan Scott; dieser dreht sich um die titelgebende Figur Kelnacca und die Zeit zwischen den übrigen Medien der Hohen Republik und überbrückt die Handlung von The Acolyte.
Ebenso sind weitere Werke mit Bezug zur Serie vorgesehen: Zum einen der Roman Star Wars: The Acolyte – Wayseeker mit Indara und Vernestra Rwoh im Mittelpunkt, ein Young-Adult-Roman mit Jecki Lon und Yord Fandar im Zentrum, sowie der Star Wars: The Acolyte Visual Guide von Pablo Hidalgo und The Art of Star Wars: The Acolyte (Season One) von Kristin Baver.

### Rechtsklage
Im März 2023 verklagte die Produzentin Karyn McCarthy Lucasfilm wegen Vertragsbruch, zuvor war ihr eine Stelle bei The Acolyte sowie der von Apple TV+ produzierten Serie John Sugar (2024) angeboten worden. Sie warf dem Studio vor, nachdem sie sich für The Acolyte entschieden hatte und im April 2022 bereits einige Wochen am Projekt beteiligt gewesen war, den Vertrag beendet und ihr die Bezahlung verweigert zu haben; die Stelle bei John Sugar war indes nicht mehr verfügbar.

## Episodenliste
| Nr. (ges.) | Nr. (St.) | Deutscher Titel       | Originaltitel     | Erstveröffentlichung USA | Deutschsprachige Erstveröffentlichung (D/A/CH) | Regie             | Drehbuch                                           |
| --- | --------- | --------------------- | ----------------- | ------------------------ | ---------------------------------------------- | ----------------- | -------------------------------------------------- |
| 1 | 1         | Verloren / Gefunden   | Lost / Found      | 4. Juni 2024             | 5. Juni 2024                                   | Leslye Headland   | Leslye Headland                                    |
| 100 Jahre vor dem Aufstieg des Galaktischen Imperiums herrschen die Galaktische Republik und der Jedi-Orden in einer Zeit des jahrhundertelangen Friedens. In einer Bar auf dem Planeten Ueda ermordet eine junge Attentäterin mit Dolchen die Jedi-Meisterin Indara. Der Barkeeper identifiziert die ehemalige Jedi-Padawan Osha Aniseya als Mörderin. Als sie der Jedi Yord Fandar verhaftet, bestreitet sie die Tat. Auf dem Gefangenentransport nach Coruscant, der galaktischen Hauptstadt, fliehen Oshas Mitgefangene und lassen sie auf der eisigen Welt Carlac notlanden. Als sie wieder zu sich kommt, sieht sie in einer Vision ihre totgeglaubte Zwillingsschwester Mae. Osha schlussfolgert, dass Mae noch lebt und diejenige ist, die Indara getötet hat. Inzwischen wird Oshas ehemaliger Meister Sol im Jedi-Tempel auf Coruscant von Meisterin Vernestra Rwoh über die Situation informiert. Nach anfänglicher Skepsis gestattet Vernestra Sol die Suche nach Osha mit einem kleinen Team, bestehend aus Sols neuer Padawan Jecki Lon und Yord. Sie finden schließlich Osha und akzeptieren ihre Theorie über Mae, während Mae auf einer fernen Welt ihren Meister trifft, welcher ein rotes Lichtschwert trägt. |           |                       |                   |                          |                                                |                   |                                                    |
| 2 | 2         | Rache / Gerechtigkeit | Revenge / Justice | 4. Juni 2024             | 5. Juni 2024                                   | Leslye Headland   | Jason Micallef and Charmaine DeGraté               |
| Auf der Welt Olega versucht Mae, den jungen Jedi-Meister Torbin im örtlichen Jedi-Tempel zu töten, wird jedoch durch seine Machtmeditation daran gehindert, die eine unsichtbare Barriere erzeugt. Torbin schwebt seit über einem Jahrzehnt in stiller Meditation, nachdem er den Barash Schwur abgelegt hat und so zieht sich Mae nach kurzer Zeit wieder zurück. Vernestra erteilt derweil Sol, Jecki, Yord und Osha die Erlaubnis, den gescheiterten Angriff auf Olega zu untersuchen. Mae sucht den Händler Qimir auf, der ihr hilft, die vier Jedi zu jagen, die zum Zeitpunkt des Feuers auf ihrem und Oshas Heimatplaneten Brendok stationiert waren: Indara, Torbin, Kelnacca und Sol. Qimir versorgt Mae mit einem Gift und warnt sie, dass sie noch einen der vier ohne Waffe töten muss. Mae bietet Torbin das Gift als Vergebung für seine Taten in der Vergangenheit an. Dieser unterbricht seine Meditation und begeht mit dem Gift bereitwillig Suizid. Sol, Osha, Jecki und Yord erreichen ebenfalls Olega, kommen jedoch zu spät um Torbin zu retten. Mae entkommt und Osha gibt sich als sie aus, um Informationen von Qimir zu bekommen. Er enthüllt die Existenz von Maes Meister und ihrem Plan. In der darauffolgenden Nacht konfrontiert Sol Mae und enthüllt ihr, dass Osha lebt. Osha versucht, Mae zu betäuben, verfehlt sie jedoch und Mae entkommt erneut. Daraufhin ordnet Vernestra Sol an, nach Coruscant zurückzukehren, damit über das weitere Vorgehen entschieden werden kann. Mae kommt später zurück, um Qimir zu holen. Sie bedroht ihn, weil er mit den Jedi gesprochen hat. Er überzeugt sie aber, ihn am Leben zu lassen, weil er erfahren hat, dass sich Wookiee-Jedi-Ritter Kelnacca auf den Waldplaneten Khofar zurückgezogen hat. Auf Khofar vertreibt Kelnacca derweil Schrottsammler, die sich seinem Versteck nähern. |           |                       |                   |                          |                                                |                   |                                                    |
| 3 | 3         | Schicksal             | Destiny           | 11. Juni 2024            | 12. Juni 2024                                  | Kogonada          | Jasmyne Flournoy & Eileen Shim                     |
| Eine Rückblende 16 Jahre vorher zeigt, wie Mae und Osha unter den wachsamen Augen von Mutter Aniseya und Mutter Koril auf Brendok aufwachsen. Dabei wird auch bekannt, dass Aniseya die Schwestern durch die Macht erschuf und Koril die beiden austrug. Mutter Aniseya ist zudem die Führerin eines Hexenzirkels, der ein grundsätzlich verschiedenes Verständnis der Macht hat und nun im Exil lebt. Eines Tages sollen auch die Schwestern mit einem Ritus in den Zirkel aufgenommen werden, doch bevor dieses vollendet wird, erscheint eine Gruppe Jedi: Indara, deren Padawan Torbin, Kelnacca und Sol. Diese zeigen sich beunruhigt darüber, dass die Hexen Kinder ausbilden und bestehen darauf, die beiden zu testen; insgeheim werden die Schwestern jedoch angehalten, beim Test absichtlich durchzufallen. Sol erkennt Oshas Zweifel und ihren Wunsch eine Jedi zu werden. Während Aniseya dies akzeptiert, ist Mae wenig begeistert, sperrt ihre Schwester in deren Zimmer ein und löst einen fatalen Brand in der Festung der Hexen aus. Alle Hexen, einschließlich Aniseya und Koril kommen dadurch um. Osha wird im Chaos des Brandes von Sol gerettet und auf das Schiff der Jedi mit dem Ziel Coruscant gebracht, während Mae augenscheinlich vor ihren Augen stirbt. Tatsächlich hat Mae sich jedoch zurück an die Oberfläche gekämpft und sucht nun nach Osha. |           |                       |                   |                          |                                                |                   |                                                    |
| 4 | 4         | Tag                   | Day               | 18. Juni 2024            | 19. Juni 2024                                  | Garcia Lopez      | Claire Kiechel & Kor Adana                         |
| Mae und Qimir erreichen Khofar und beginnen dort ihre Suche nach Kelnacca, wobei Mae die Anweisung ihres Meisters zunehmend infrage zu stellen beginnt. Auf Coruscant beraten derweil mehrere Jedi-Meister, darunter Sol, Vernestra und Ki-Adi-Mundi, wie man nun mit der Situation verfahre und was zu tun sei. Schließlich bricht eine Gruppe Jedi inklusive Sol, Jecki, Yord und auch Osha nach Khofar auf, um Mae festzunehmen. Vor Ort hilft ihnen der Fährtenleser Bazil, doch dieser verschwindet nach kurzer Zeit. Mae hintergeht währenddessen Qimir und lässt ihn gefesselt auf einer Lichtung zurück mit der Begründung, dass ihre Loyalität nun wieder Osha gelte. Einige Zeit später stößt sie auf Kelnaccas Rückzugsort, findet diesen jedoch ermordet vor. Durch Spuren eines Lichtschwerts an der Leiche des Wookiee-Jedi-Ritters erkennt sie, dass ihr Meister wider Erwarten doch auf Khofar ist. Durch Bazil alarmiert erreichen auch die Jedi den Ort des Geschehens und fordern Mae auf, sich zu ergeben. Plötzlich nähert sich jedoch Maes Meister der Gruppe von hinten und wendet sich Osha zu, ehe er sie zur Seite stößt und die anderen Jedi mit einem einzelnen Machtstoß überwältigt. |           |                       |                   |                          |                                                |                   |                                                    |
| 5 | 5         | Nacht                 | Night             | 25. Juni 2024            | 26. Juni 2024                                  | Garcia Lopez      | Kor Adana & Cameron Squires                        |
| Während Osha wieder zu Bewusstsein findet, schaltet Maes Meister nacheinander weitere Jedi problemlos aus. Nur durch Oshas Ablenkung verhindert sie Yords vorzeitigen Tod und lockt den Meister von ihm weg, welcher sie nun durch den Wald jagt. Als er ihr gefährlich nahe kommt, wird er von Sol abgepasst, wodurch Osha mit Yord die Flucht ermöglicht wird. Jecki stößt zwischenzeitlich auf Mae und versucht sie zu verhaften, jene entkommt jedoch zu ihrem Meister und bittet ihn um Verzeihung. Dieser will sie stattdessen töten, wird aber einmal mehr von Sol und Jecki davon abgehalten. Jecki gelingt es schließlich die Maske ihres Widersachers zu beschädigen, wird allerdings unmittelbar danach von ihm getötet. Dabei klärt sich letztendlich die Identität des dunklen Machtnutzers: Es handelt sich um Qimir, den vermeintlichen einfachen Händler von Mae. Der Frage nach seiner genauen Identität weicht er aus, gibt aber vor Sol zu, dass Jedi wie er ihn als Sith bezeichnen würden. Yord führt daraufhin einen Überraschungsangriff aus, doch Qimir zeigt sich unbeeindruckt, überwältigt den jungen Jedi und tötet ihn per Genickbruch. Durch Oshas Eingreifen wird Qimir von einheimischen Motten verschleppt, wobei Osha nach kurzer Zeit wieder auf Mae trifft. Diese wirft ihr vor von Sol manipuliert worden zu sein und raubt ihr das Bewusstsein, ehe sie ihre Identität annimmt. Mae, nun vermeintlich Osha, begleitet den zwischenzeitlich wieder erwachten Sol zurück auf dessen Schiff. Osha, vermeintlich Mae, wird unterdessen von Qimir, der sich zeitgleich befreien konnte, gefunden und versorgt. |           |                       |                   |                          |                                                |                   |                                                    |
| 6 | 6         | Lehren / Verderben    | Teach / Corrupt   | 2. Juli 2024             | 3. Juli 2024                                   | Hanelle Culpepper | Leslye Headland & Jocelyn Bioh                     |
| Nach der Versorgung ihrer Wunden bringt Qimir Osha auf den Planeten, wo er zuvor noch Mae traf. Mit der Zeit erklärt er Osha, dass er ebenfalls ein Jedi war, jedoch von seinem Meister verstoßen wurde und infolgedessen eine schwerwiegende Narbe am Rücken erlitt. Sie ist ihm gegenüber misstrauisch, willigt aber schließlich ein, seinen Helm anzuprobieren. Dieser sowie Teile von Qimirs Rüstung bestehen aus Cortosis, einem Metall mit der Eigenschaft Lichtschwerter zu blockieren und einen Kurzschluss zu verursachen. Zeitgleich versucht Sol auf dem Jedi-Schiff auf Khofar ohne Erfolg ein stabiles Notsignal an den Tempel auf Coruscant zu senden, die fehlende Energie macht ihm jedoch einen Strich durch die Rechnung und nur ein Teil der Nachricht über den Verlust seines gesamten Teams wird übertragen. Nachdem Mae die Energie wiederherstellt, betäubt er sie und steuert das Schiff in den Hyperraum. Als Mae wieder erwacht, verspricht er ihr nun die Wahrheit über die Vorkommnisse auf Brendok zu erzählen. Vernestra hat unterdessen von Sols Situation erfahren und erreicht mit drei weiteren Jedi Khofar, wobei sie Sol im Orbit knapp verpasst. Während sie die Anordnung erteilt, die Gefallenen für die Bestattung vorzubereiten, teilt sie allmählich die Theorie eines ihrer Begleiter. Dieser sieht Sol als Verantwortlichen des Massakers und als gefallenen Jedi an. |           |                       |                   |                          |                                                |                   |                                                    |
| 7 | 7         | Entscheidung          | Choice            | 9. Juli 2024             | 10. Juli 2024                                  | Kogonada          | Charmaine DeGraté, Jen Richards & Jasmyne Flournoy |
| In der Vergangenheit suchen die vier Jedi auf Brendok nach einer Vergenz, einer ungewöhnlich hohen Konzentration der Macht auf einer konkreten Stelle, die es vermag, Leben zu erschaffen. Auf Brendok aufmerksam wurden die Jedi, weil der Planet infolge einer Hyperraumkatastrophe vor 100 Jahren seither als unbelebt galt, die Natur jedoch danach wieder erblühte. Nach sieben Wochen zeichnet sich noch immer kein Fortschritt ab und Torbin sehnt sich zurück nach Coruscant, doch Sol entdeckt schließlich den Hexenzirkel und die Zwillingsschwestern. Beide absolvieren den Test der Jedi, wobei Indara sich skeptisch zeigt, die Schwestern in die Reihen des Ordens aufzunehmen und Sol Osha beim Test hilft. Ein von Torbin durchgeführter Midichlorianer-Test ergibt, dass Mae und Osha nicht nur die gesuchte Vergenz der Macht, sondern auch tatsächlich keine Schwestern sind; es handelt sich um ein Bewusstsein, welches zwischen zwei Körpern geteilt wurde. Torbin begibt sich daraufhin in die Festung und will die beiden Mädchen als Beweis der Vergenz mitnehmen, ohne dies jedoch mit seiner Meisterin, Sol und Kelnacca abzusprechen. Nachdem Mutter Koril und Mae sich derweil bemühen Osha von der Flucht abhalten, wobei Koril sie ermutigt ihre Wut zu nutzen, treffen Sol und Torbin im Hof auf die beiden Mütter. Als diese zum Angriff übergehen, ersticht Sol unabsichtlich Aniseya. Die Hexen greifen als Konsequenz die Jedi an und dringen in den Verstand von Kelnacca ein, der sich nun gegen seine Gefährten wendet und Torbin mehrere schwere Narben im Gesicht zufügt. Nur durch Indaras Eingreifen gelingt es Kelnacca aus den mentalen Fängen der Hexen zu befreien, wobei die Hexen als Folge sterben. Sol sucht nach den Mädchen und entscheidet sich für die Rettung Oshas. Zurück auf dem Schiff beschließt Indara die Tat Mae anzuhängen, sodass Sol geschützt ist und Osha ausbilden kann.                                                                           |           |                       |                   |                          |                                                |                   |                                                    |
| 8 | 8         | Die Akolythin         | The Acolyte       | 16. Juli 2024            | 17. Juli 2024                                  | Hanelle Culpepper | Jason Micallef                                     |
| Durch Qimirs Helm sieht Osha vermeintlich in die Zukunft, in der Mae Sol tötet. Dabei bietet Qimir Osha das Angebot sie auszubilden, diese lässt es jedoch offen. Stattdessen reisen sie nach Brendok, wohin Sol mit Mae plant hinzureisen; dabei beobachtet sie eine mysteriöse Gestalt aus einer Höhle: der dunkle Sith-Lord Darth Plagueis. Zwischenzeitlich überwältigt Mae Sol und entkommt in einem Rettungsschiff, durch eine Aktion Bazils werden jedoch beide Schiffe in Mitleidenschaft gezogen und landen getrennt auf Brendok. Auf Coruscant wird Vernestra wiederum von Senator Rayencourt aufgesucht, der eine Überprüfung des Ordens durch den Senat droht, sollte der Täter nicht gefunden werden. Wenig später bricht auch Vernestra mit einer großen Anzahl an Jedi nach Brendok auf, nachdem Sols Transpondersignal erfasst wurde. Auf Brendok kämpfen nach kurzer Zeit Sol und Qimir gegeneinander, während Mae und Osha abermals aufeinander treffen und sich aussprechen. Weiter beteuernd, dass Sol sie angelogen habe, verschwindet Mae plötzlich und will Qimir beistehen, der von Sol parallel entwaffnet wurde. Schließlich trifft Osha wieder im Beisein von Mae und Qimir auf Sol und würgt ihn mithilfe der Macht zu Tode. Dabei lässt sie zudem den Kristall von Sols Lichtschwert bluten und die Klinge färbt sich rot. Mae erbittet kurz danach Qimir darum, ihre Erinnerungen zu löschen, ehe sie sich den Jedi ausliefert. Osha und Qimir kehren auf dessen Planeten zurück, bestärkt in ihrem Weg. Vernestra präsentiert dem Kanzler und mehreren Senatoren unterdessen die Lösung, wonach die vier Jedi von Brendok sich verschworen haben, Sol seine Gefährten ermordete und dieser letztendlich Suizid beging. Mae wird Vernestra vorgeführt, welche sie darum bittet, ihren ehemaligen Schüler zu finden; dieser ist niemand anderes als der von ihr totgeglaubte Qimir. Zudem wendet sich Vernestra ultimativ an Meister Yoda und erklärt ihm gegenüber, dass sie reden müssen. |           |                       |                   |                          |                                                |                   |                                                    |

## Veröffentlichung
Die Erstausstrahlung der aus acht Episoden bestehenden Serie erfolgte ab dem 4. Juni 2024 auf Disney+, wobei zum Start direkt zwei Episoden veröffentlicht wurden. In Deutschland erfolgte die Premiere einen Tag später am 5. Juni 2024, ebenfalls mit zwei Episoden; das Staffelfinale wurde am 17. Juli 2024 veröffentlicht.

## Rezeption

### Abrufzahlen
Nach Angabe Disneys erreichte die Serie am Starttag 4,8 Millionen Zuschauer und wurde damit zum größten Serienstart des Jahres 2024. In den ersten fünf Tagen erreichte die Serie 11,1 Millionen Zuschauer und behielt diesen Status bei. Im Vergleich zur zuletzt davor veröffentlichten Serie Ahsoka (seit 2023), die im gleichen Zeitraum 14 Millionen Zuschauer erreichte, lag The Acolyte leicht dahinter. In einem Artikel von Screen Rant wurde Anfang Juli 2024 nach dem Erscheinen der fünften Episode der Serie bekannt gegeben, dass The Acolyte neben Obi-Wan Kenobi (2022) im Hinblick auf Abrufzahlen die am zweit erfolgreichste Star-Wars-Serie auf Disney+ ist.
In den Messungen des Marktforschungsunternehmens Nielsen Media Research landete die Serie mit den ersten beiden veröffentlichten Episoden auf dem siebten Platz der wöchentlichen Liste der Serien Originals im Streamingbereich. Mit 488 Millionen gestreamten Minuten lag sie unter den Serienpremieren von Star Wars: Andor (624 Millionen Minuten), Ahsoka (829 Millionen Minuten) sowie der dritten Staffel von The Mandalorian (823 Millionen Minuten). Mit der dritten Episode und 370 Millionen gestreamten Minuten erreichte The Acolyte den sechsten Platz, verschwand jedoch eine Woche später mit der vierten Episode gänzlich aus der Liste. Mit 335 Millionen gestreamten Minuten der achten und letzten Episode kehrte die Serie in die Liste zurück, die zudem als Staffelfinale von allen Live-Action Serien die schwächsten Zahlen einfuhr.
Seitens Whip Media wurde berichtet, dass die Serie in ihrer ersten Woche laut ihren Daten die am meisten gestreamte Original Serie war und in der Folgewoche von Bridgerton (seit 2020) sowie The Boys (seit 2019) auf den dritten Platz verdrängt wurde; in den weiteren Wochen blieb sie jedoch konstant auf dem zweiten Platz hinter The Boys.
Auch JustWatch ermittelte The Acolyte in der ersten Woche als am meisten gestreamte Original Serie; mit der fünften Episode erreichte sie den siebten Platz, mit der achten Episode den fünften Platz.

### Kritiken
Bei Rotten Tomatoes konnte The Acolyte 78 % der 246 gelisteten Kritiker überzeugen und bekam dabei eine durchschnittliche Bewertung von 7,05 von 10 möglichen Punkten. Vermehrte Kritik erfuhren die hölzernen Dialoge, eine inkonsistente Handlung und dünn gezeichneten Figuren.
Mit der Absetzung der Serie im August 2024 blickten mehrere Online-Publikationen auf mehrere Aspekte und die unterschiedliche Rezeption seitens Kritiker und Publikum zurück; hervorgehoben wurde dabei die Figur Jacintos und das Interesse mancher Fans, die sich folgend auf die Entwicklungen im Finale auf eine weitere Staffel freuten.

### Publikum
Bereits während der Produktion und der Marketingkampagne kam es zu Kritik unterschiedlicher Aspekte, so unter anderem die Logikfehler in der Geschichte, der mangelnde Respekt gegenüber der Lehre (englisch „Lore“) des Star-Wars-Kanons, die Fehlbesetzung der sich selbst als nichtbinär bezeichnenden Schauspielerin Amandla Stenberg und des mehrheitlich divers besetzte Ensemble, sowie der Einfluss von links-liberalen sozialpolitischen Themen in der Serie. Bemerkt wurde dabei, dass The Acolyte die niedrigsten Zustimmungswerte seit dem Fernsehfilm The Star Wars Holiday Special (1978) erreicht habe. Inhaltlich kritisiert wurde mehrfach das Erschaffen der Zwillingsschwestern durch die Macht und das zunehmend negativere Bild der Jedi; von anderer Seite wurde jedoch argumentiert, dass dies ein fortführender Trend in den neuesten Projekten sei.
Bei den Publikumsbewertungen auf Rotten Tomatoes erreichte die Serie bis Anfang Juli 2024 nur 14 % Zustimmung bei einer durchschnittlichen Bewertung von 1,3 von 5 möglichen Punkten. Dies wurde vielfach einer Review-Bombing-Kampagne zugeschrieben, unter anderem weil viele Beiträge als KI-generiert erschienen oder von neuen Accounts stammten. Mehr als 10.000 Publikumsbewertungen wurden innerhalb von 3 Wochen auf Rotten Tomatoes hinzugefügt, dies waren mehr als doppelt so viele wie die Gesamtzahl an Bewertungen älterer Star-Wars-Projekte, die teilweise schon seit Jahren bewertet werden konnten. Auch ähnlich klingende Projekte wurden zum Ziel der Kampagne, darunter ein 2022 entstandener Star Wars Fan-Film mit dem Titel The Acolyte, oder der 2008 veröffentlichte Film Acolytes, der mit Star Wars nicht in Beziehung steht.
Der Auftritt der etablierten Figur Ki-Adi-Mundi führte zu Beschwerden aus dem Publikum, da die Figur ein späteres Geburtsdatum habe und somit noch gar nicht existieren dürfe. Tatsächlich entsprach dies jedoch dem Legends-Bereich, während die Figur im Kanon bisher kein Datum erhielt. Autoren der Wiki-Website Wookieepedia, welche den Eintrag an The Acolyte anpassten, sahen sich infolgedessen mit Morddrohungen und Internet-Trollen konfrontiert.
Nach der Veröffentlichung der achten Episode machte sich eine Online-Kampagne für eine Verlängerung der Serie stark, indem der Hashtag #RenewTheAcolyte ins Spiel gebracht wurde und man mehrere Posts in den Sozialen Medien mit positiven Aspekten der Serie verbreitete.

## Auszeichnungen

### Hollywood Music In Media Awards (HMMA)
- Nominierung: Single zur Serie Power of Two von Victoria Monét als Best Original Song[95]

### Family Film and TV Awards
- Nominierung: Amandla Stenberg als Outstanding Actor in a TV Series[96]

### Music + Sound Awards, International
- Nominierung: David James Rosen und Brian Murphy als Best Original Composition in a Television Trailer[97]